# 10 Андромеды
10 Андромеды (лат. 10 Andromedae, HD 219981) — двойная звезда в созвездии Андромеды на расстоянии приблизительно 492 световых лет (около 151 парсека) от Солнца. Видимая звёздная величина звезды — +5,81m.

## Характеристики
Первый компонент — оранжевый или красный гигант спектрального класса M0III или K2. Радиус — около 32,27 солнечных, светимость — около 240,749 солнечных. Эффективная температура — около 4003 К.